# Kościuszków (Kutno)
Kościuszków – część miasta Kutno obejmująca swym zasięgiem tereny przyległe do centrum miasta w okolicy ulicy Północnej.

## Zasięg terytorialny
W skład Kościuszkowa wchodzą:
- Osiedle Stadion,
- Osiedle Dąbrowskiego,
- Powiatowy Szpital w Kutnie,
- I Liceum Ogólnokształcące im. Gen. J. H. Dąbrowskiego,
- Zespół Szkół nr 1 w Kutnie im. S. Staszica,
- Zespół Szkół nr 2 W Kutnie im. A. Troczewskiego,
- Zespół Szkół nr 3 w Kutnie im. W. Grabskiego.

## Historia
Dawniej samodzielna miejscowość (kolonia). Od 1867 w gminie Kutno. W okresie międzywojennym należał do powiatu kutnowskiego w woj. warszawskim. 20 października 1933 utworzono gromadę Kościuszków w granicach gminy Kutno, składającą się z samej kolonii Kościuszków.  1 kwietnia 1939 wraz z całym powiatem kutnowskim przeniesiony do woj. łódzkiego. Podczas II wojny światowej włączony do III Rzeszy.
Po wojnie Kościuszków powrócił do powiatu kutnowskiego w województwie łódzkim, gdzie stanowił jedną z 22 gromad gminy Kutno. W związku z reorganizacją administracji wiejskiej jesienią 1954, Kościuszków włączono do Kutna.